# Rolf Bökemeier
Rolf Bökemeier (* 15. April 1932; † 8. Mai 2007) war ein deutscher Lehrer, Heimatforscher und Sachbuchautor. Er studierte an der Georg-August-Universität Göttingen und der Universität Wien. Er unterrichtete Chemie und Biologie am Ratsgymnasium Stadthagen, zuletzt als Oberstudienrat. Bökemeier wandte sich 1983 archäologischen Forschungsprojekten im norddeutschen Umfeld zu, ab 1986 auch der Kiesgrubenforschung und der Altsteinzeit in Ostwestfalen-Lippe. Von besonderem Interesse für ihn waren Forschungen zu Wegen und Militärlagern von Römern in diesem Gebiet. Er vertrat vor allem die These, dass die Varusschlacht am Teutoburger Wald stattgefunden hat. Zu seinen Interessen gehörte ferner die Luftbildarchäologie. Er war verheiratet und hatte drei Kinder.

## Schriften
- Chemie für den Biologieunterricht. Westermann-Verlag, Braunschweig, 1981, ISBN 3-14-151208-6
- Varus starb im Teutoburger Wald. Eine Antwort auf Kalkriese Bettendorf, 1996, ISBN 3-922541-35-6
- Varus und der Weser-Limes, Bettendorf, 1997, ISBN 3-922541-37-2
- Unsere Wiege in der Eiszeit. Geschichtliche Sternstunden an der Weser., Bettendorf, 1998, ISBN 978-3929068139
- Die Varusschlacht: Der Untergang der römischen Legionen im Teutoburger Wald. Grabert-Verlag, 2000, ISBN 3-87847-190-4
- Römer an Lippe und Weser – Neue Entdeckungen um die Varusschlacht im Teutoburger Wald, Höxter, 2004, ISBN 3-934802-31-1